# 추봉영당
추봉영당은 충청북도 청주시 상당구에 있다. 2015년 4월 17일 청주시의 향토유적 제5호로 지정되었다.

## 개요
추봉 오저의 영정을 봉안한 사당이다.